# Первомайск (городской округ)
Город Первомайск или городско́й о́круг го́род Первома́йск — административно-территориальное образование (город областного значения) и муниципальное образование со статусом городского округа в Нижегородской области России. До 2012 года составлял Первомайский район .
Административный центр — город Первомайск.

## География
Первомайский район находится в южной части Нижегородской области, на расстоянии 182 километров от города Нижнего Новгорода. Его территория расположена на Приволжской возвышенности и представляет собой волнистое плато, расчлененное речной и овражно-балочной сетью. Район граничит с Дивеевским, Арзамасским, Шатковским и Лукояновским районами Нижегородской области, а также республикой Мордовия.
Площадь района составляет 122700 гектар.

## История
Поселок Ташино имеет стошестидеситялетнюю историю. Когда-то здешние леса, пахотные земли, луга и выгоны принадлежали помещику А. Н. Карамзину, сыну знаменитого историографа и писателя. Большую часть этого района в верховьях рек Алатырь и Сатис занимали обширные лесные массивы, которые можно было пересечь с одного конца на другой, не встретив ни одного участка обрабатываемой земли.
Хотя заготовки леса в этом районе начались с 1724 года, когда на нужды Казанского адмиралтейства выборочно заготавливались прямые дубовые деревья на «корабельное дело», леса оставались пустынными, постоянных лесных поселков не было. В лесах была найдена железная руда. Она залегала в форме линз на небольших глубинах. Пробная плавка руды показала, что руда пригодна к промышленной переработке. Убедившись в этом, помещик просил разрешения Горного правления на строительство чугуноплавильного завода. Такое разрешение было дано, и Карамзин приступил к ускоренному строительству. 30 июля 1853 года завод был пущен в эксплуатацию и дал первый чугун. Карамзин назвал завод в честь своей жены Натальи — Ташиным.
С этого времени ведет своё начало, как поселение, город Первомайск. Первыми поселенцами Ташина были крепостные крестьяне Больших и Малых Макателемов и привозные мастера с других мест России. Кроме завода Карамзин основал усадьбу в посёлке Рогожка, где была построена больница с родильным отделением, богадельня для стариков-инвалидов, школа, дом для содержания сирот.
20 октября 1933 года Президиум ВЦИК постановил «Перечислить сельсоветы — Б. Макателемский, М. Макателемский, Кошелихинский, Хозинский и Худошинский, Дивеевского района в Первомайский район»

## Население
| 1939    | 1959    | 1970    | 1979    | 1989    | 2002    | 2008    | 2009    | 2010    |
| ------- | ------- | ------- | ------- | ------- | ------- | ------- | ------- | ------- |
| 34 769  | ↗41 249 | ↘35 482 | ↘30 514 | ↘26 926 | ↘15 094 | ↘14 718 | ↗14 731 | ↘14 568 |
| 2011    | 2012    | 2013    | 2014    | 2015    | 2016    | 2017    | 2018    | 2019    |
| ↘14 505 | ↘14 360 | ↗19 778 | ↘19 370 | ↘18 998 | ↘18 725 | ↘18 508 | ↘18 332 | ↘18 125 |
| 2020    | 2021    |         |         |         |         |         |         |         |
| ↘17 990 | ↘17 601 |         |         |         |         |         |         |         |

### Национальный состав
Национальный состав населения: преобладает русское население, есть татарское и мордовское.

## Административно-территориальное устройство
Законом Нижегородской области от 3 июля 2012 года № 83-З город районного значения Первомайск, рабочий посёлок Сатис, Большемакателемский и Петровский сельсоветы преобразованы, путём объединения, в административно-территориальное образование город областного значения Первомайск.
В результате этого упразднены административно-территориальные образования:
| № | Упразднённое административно- территориальное (муниципальное) образование | Административный центр | Количество населённых пунктов | Население на 2010 (чел.) | Площадь (км²) |
| - | ------------------------------------------------------------------------- | ---------------------- | ----------------------------- | ------------------------ | ------------- |
| 1 | Город Первомайск                                                          | город Первомайск       | 1                             | 14.568                   | 1227 км²      |
| 2 | Рабочий посёлок Сатис                                                     | пгт Сатис              | 1                             | 1.640                    | Н/Д           |
| 3 | Большемакателемский сельсовет                                             | село Большой Макателем | 17                            | 2.101                    | Н/Д           |
| 4 | Петровский сельсовет                                                      | деревня Петровка       | 26                            | 2.146                    | Н/Д           |

### Населённые пункты
В состав города областного значения и городского округа входят 45 населённых пунктов:
| №  | Населённый пункт        | Тип населённого пункта        | Население |
| -- | ----------------------- | ----------------------------- | --------- |
| 1  | Аксел                   | деревня                       | 0         |
| 2  | Алатырь                 | деревня                       | ↘3        |
| 3  | Бабино                  | село                          | ↘45       |
| 4  | Берещино                | деревня                       | ↘30       |
| 5  | Берещино                | посёлок                       | ↘428      |
| 6  | Большой Макателем       | село                          | ↘406      |
| 7  | Верзиляй                | деревня                       | ↘8        |
| 8  | Гремячка                | деревня                       | ↘8        |
| 9  | Григорьевка             | деревня                       | ↘10       |
| 10 | Елев Враг               | деревня                       | →0        |
| 11 | Елховка                 | деревня                       | ↘20       |
| 12 | Кавказского лесничества | посёлок                       | ↘23       |
| 13 | Каналгуши               | деревня                       | ↘75       |
| 14 | Комкино                 | деревня                       | ↘19       |
| 15 | Конновка                | деревня                       | ↘38       |
| 16 | Корсаково               | посёлок                       | ↘1        |
| 17 | Кошелиха                | село                          | ↘413      |
| 18 | Крамзинка               | деревня                       | ↘10       |
| 19 | Лапша                   | село                          | ↘20       |
| 20 | Лахма                   | посёлок                       | ↘4        |
| 21 | Лесозавода              | посёлок                       | ↘90       |
| 22 | Мазь                    | деревня                       | ↘4        |
| 23 | Малиновка               | деревня                       | ↘26       |
| 24 | Малый Макателем         | село                          | ↘344      |
| 25 | Нелей                   | село                          | ↘238      |
| 26 | Николаевка              | село                          | ↗508      |
| 27 | Никольский              | посёлок                       | →1        |
| 28 | Обухово                 | село                          | ↘198      |
| 29 | Пандас                  | село                          | ↗2        |
| 30 | Первомайск              | город, административный центр | ↘13 223   |
| 31 | Пески                   | посёлок                       | ↘10       |
| 32 | Петровка                | деревня                       | ↘326      |
| 33 | Пруды                   | деревня                       | ↘9        |
| 34 | Пурьев                  | посёлок                       | ↘49       |
| 35 | Пушкино                 | посёлок                       | ↘1        |
| 36 | Рогожинский             | посёлок                       | ↘22       |
| 37 | Русиново                | село                          | ↘7        |
| 38 | Сатис                   | пгт                           | ↘1257     |
| 39 | Симанский               | посёлок                       | ↘16       |
| 40 | Стеклянный              | посёлок                       | ↘24       |
| 41 | Успенское               | село                          | ↘160      |
| 42 | Хозино                  | село                          | ↘12       |
| 43 | Худошино                | село                          | ↘57       |
| 44 | Цыгановка               | деревня                       | ↘2        |
| 45 | Шутилово                | село                          | ↘580      |

### Упразднённые населённые пункты
- 2001 год — поселок Распашка Сатисского поссовета, поселки Зарубин, им. Орджоникидзе Николаевского сельсовета, поселки Зинин, Пролетарский, Сокольники Шутиловского сельсовета[23].
- 2007 год — посёлок Зелёный Городок рабочего посёлка Сатис, сельский посёлок Безводный Николаевского сельсовета, деревня Новая Петровка Петровского сельсовета, сельский посёлок Родники, сельский посёлок Еськин Шутиловского сельсовета[24].

## Муниципальное устройство
После муниципальной реформы Первомайский муниципальный район включал в себя:
- Город Первомайск
- Рабочий посёлок Сатис
- Большемакателемский сельсовет
- Берещинский сельсовет
- Кошелихинский сельсовет
- Маломакателемский сельсовет
- Нелейский сельсовет
- Николаевский сельсовет
- Петровский сельсовет
- Шутиловский сельсовет

Законом Нижегородской области от 11 августа 2009 года № 122-З преобразованы, путём их объединения, муниципальные образования:
- сельские поселения Петровский сельсовет, Шутиловский сельсовет, Нелейский сельсовет и Николаевский сельсовет в муниципальное образование Петровский сельсовет, наделённое статусом сельского поселения;
- сельские поселения Большемакателемский сельсовет, Маломакателемский сельсовет, Кошелихинский сельсовет и Берещинский сельсовет в муниципальное образование Большемакателемский сельсовет, наделённое статусом сельского поселения.

Законом Нижегородской области от 3 июля 2012 года № 82-З — муниципальные образования — городские поселения город Первомайск, рабочий посёлок Сатис, сельские поселения Большемакателемский сельсовет, Петровский сельсовет и Первомайский муниципальный район преобразованы, путём их объединения, в муниципальное образование «город Первомайск», наделённое статусом городского округа.

## Экономика
Промышленность
Машиностроение
- ОАО «Транспневматика»

Лесоперерабатывающая промышленность
- ОАО «Первомайские лесопромышленники»
- ЗАО «Сатисская мебельная фабрика»
- ОАО «Лес»

Пищевая промышленность
- ОАО «Первомайский хлебозавод»
- ООО «Первомайское молоко»

Полиграфическая промышленность
- МУП «Типография»

Средства массовой информации
- МАУ ИД «Районный вестник»

Легкая промышленность
- ООО «Первомайская швейная фабрика»

Сельское хозяйство
Сельское хозяйство Первомайского района имеет животноводческое направление, на долю которого приходится более 60 % всей валовой продукции сельского хозяйства.
- Среди них семь сельскохозяйственных производственных кооперативов:
  - СПК «Макателемский»,
  - СПК «Новая жизнь»,
  - СПК «Шутиловский»,
  - СПК «Обуховский»,
  - СПК «Петровский»,
  - СПК «Нелейский»,
  - СПК «Николаевский»,
- три общества с ограниченной ответственностью:
  - ООО «Кошелихинское»,
  - ООО «Успенское»,
- одно подсобное хозяйство
  - ОАО «Транспневматика».

На данный момент ОАО «Транспневматика» приобрела в собственность ООО «Первомайское молоко»,
СПК «Макателемский»,СПК «Петровский», и планируется приобрести оставшиеся СПК.
Все предприятия имеют молочно-мясную специализацию.
Ресурсы
Из полезных ископаемых, разведанных на территории Первомайского района, следует отметить юрские железные руды, каменноугольные и верхнепермские известняки. Местные залежи известняков, доломитов, глин, песков издавна использовались Первомайским, бывшим Ташинским, чугунолитейным заводом для производства флюсов, формовочных и других материалов. В настоящее время в районе выявлено месторождение глины строительной, которая позволяет изготавливать красный строительный кирпич. Одно из четырёх областных месторождений формовочных песков находится в Первомайском районе.
Транспорт
Транспортные связи района осуществляются через автомобильные сообщения и железную дорогу. Основные автомобильные дороги: Первомайск — Шатки, Первомайск — Дивеево, Первомайск — Лукоянов, Первомайск — Арзамас — Нижний Новгород, Первомайск — Ельники — Краснослободск — Саранск.
Протяженность автомобильных дорог с твердым покрытием составляет 350 километров. 10 километров дорог с твердым покрытием относится к дорогам федерального значения.

## Культура и образование
В Первомайском районе имеется 18 дошкольных учреждений на 1156 мест. Их посещают 718 детей. Существует 1 детский дом с численностью детей 30 чел.
В районе 19 общеобразовательных школ на 5145 мест, в том числе 13 школ в сельской местности на 2123 места. Всего обучается 2663 учащихся. Кроме того, на территории района действуют ПУ-58. Имеются музыкальная, спортивная и детская художественная школы.
Культура и спорт
В Первомайском районе имеется исторический парк- это усадьба Карамзина в посёлке Рогожка. В центре Рогожской усадьбы располагается сто пятидесятилетняя больница: двухэтажный корпус, домик, где размещалась электростанция, деревянная изба, кирпичный сарай, клумба георгин. Все здания расположены среди старинного, затейливого своей неповторимой композицией парка. Круто спускается дорога меж прудов (их пять в парке): обширные водные пространства, окруженные толстыми седыми ивами, На полуострове — лужайка, полукруг дубов, фруктовый сад. Над водой высится металлическая беседка, сменившая деревянную « для чаепития». Парк усадьбы входит в больничный комплекс физиотерапевтического уклона с применением иглотерапии, грязей, способствует превращению его в лечебно-оздоровительный объект, планируется строительство санатория и базы отдыха. Также в парке место захоронения супругов Карамзиных.
Культурно- просветительную работу в районе проводят 18 клубных учреждений на 2535 места, 14 библиотек с книжным фондом 220900 экземпляров, краеведческий музей.

## Лечебные учреждения
Больничный комплекс Первомайского района включает в себя Центральную районную больницу, две участковые больницы — Сатисскую и Рогожскую, Шутиловскую сельскую врачебную амбулаторию и 11 фельдшерско-акушерских пунктов.

## Русская православная церковь
- Благовещенская церковь в селе Николаевка,
- церковь Казанской иконы Божьей матери в городе Первомайске,
- приход Знаменской церкви в посёлок Прибрежный,
- Храм Серафима Саровского в посёлке Сатис,
- Молитвенный дом иконы Всех Святых в селе Кошелиха.
- Успенская церковь в селе Успенское.